# Полина
Полѝна (на италиански: Pollina, на сицилиански Puaddrina, Пуадрина) е малко градче и община в Южна Италия, провинция Палермо, автономен регион и остров Сицилия. Разположено е на 730 m надморска височина. Населението на общината е 3070 души (към 2010 г.).